# Mercedes-Benz O405G
Mercedes Benz O 405 G (повністю — Mercedes Benz O 405 Gelenkbus) — 17-метровий шарнірно-зчленований міський автобус, що вироблявся компанією Mercedes-Benz з 1984 по 2001 роки. Автобус призначений працювати у великих містах та перевозити велику кількість пасажирів. Його «коротка» версія — 11-метровий автобус Mercedes-Benz O 405 (випускався 1984—2002). Наступником Mercedes O405G став Mercedes Citaro.

## Описання моделі

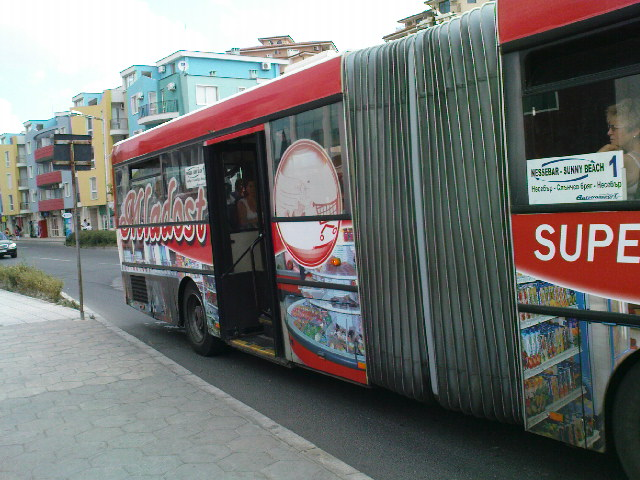
Задня частина

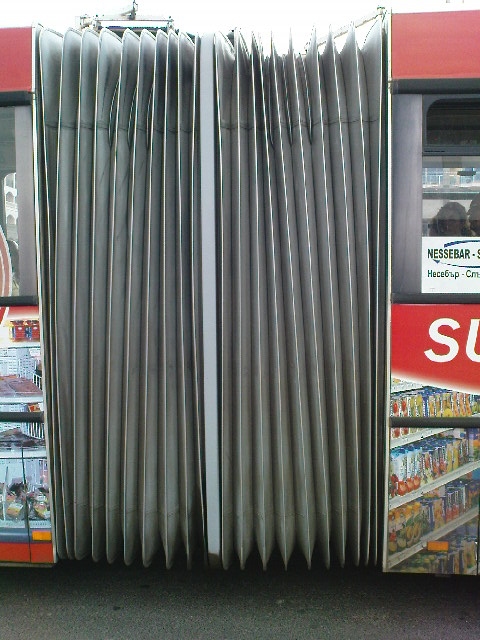
Вузол зчленування

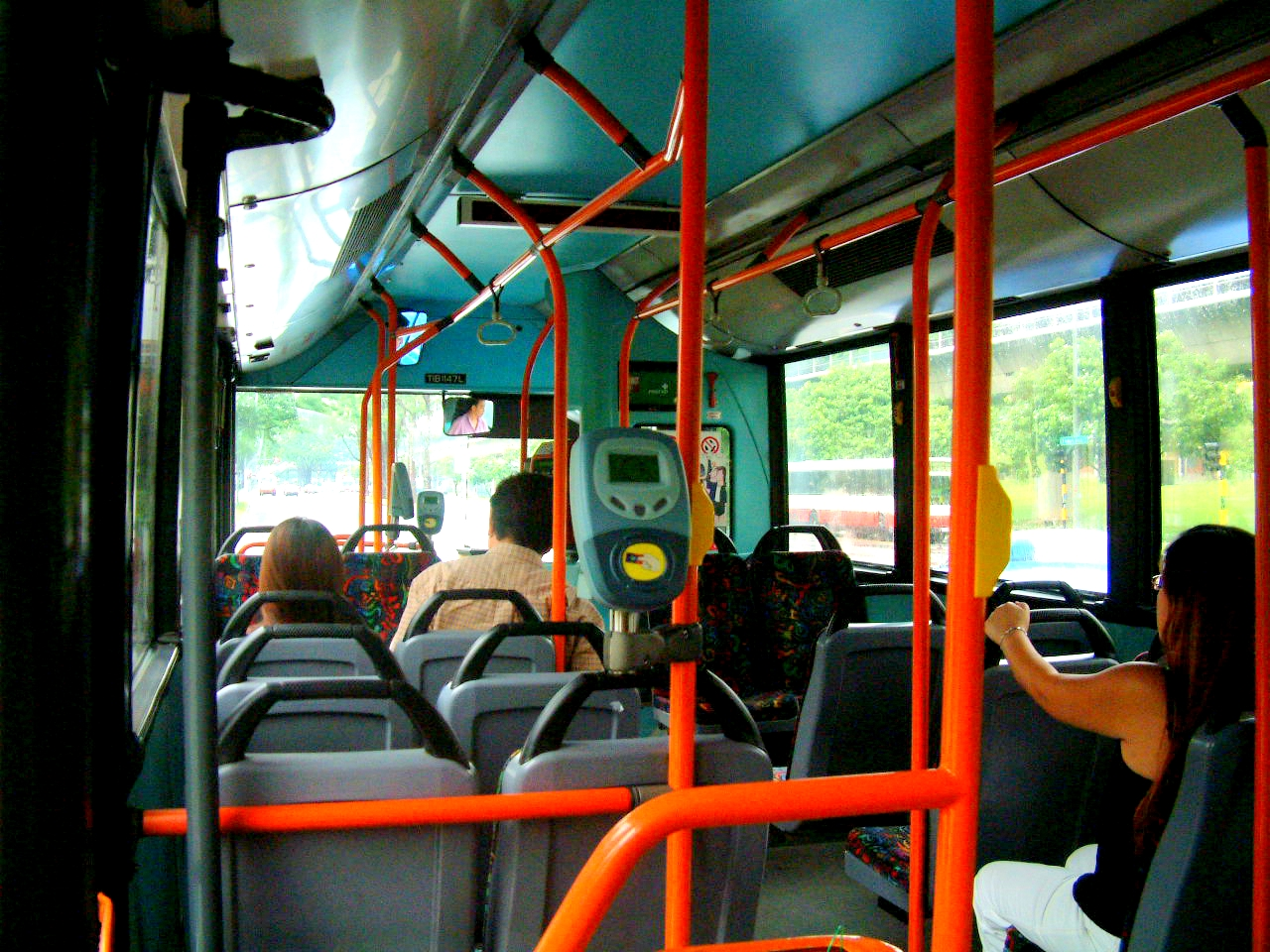
Салон

«Gelenkbus» добре пристосований перевозити великі маси пасажирів у межах міст, автобус у довжину досягає 17,5 метра (11,7 метра з них тягач і 5,8 — причеп); у ширину автобус залишається 2,50 метра і у висоту 3,08 метра. Кузов автобуса двозвенного типу, вагонного компонування, силовий. Кузов покритий сплавом цинку первинно і металопластику, що забезпечує високу антикорозійну стійкість і підвищує строк служби кузова більш ніж на 20 років. Передок автобуса не сильно видозмінився у порівнянні зі своєю меншою версією: світлотехніка представлена чотирма фарами з лінзовим покриттям, проте бампер став набагато меншим, у нього вмонтовуються самі фари, емблема Мерседесу розміщена вище. Лобове скло розділено надвоє у базові модифікації, саме скло випукле попри прямий передок автобуса і повністю «квадратний» кузов. У автобуса помітні створки радіатора, проте він не виступає за габарити. Склоочисники у автобуса або переміщуються за допомогою важелів, або розташовані один-над-одним (при панорамному лобовому склі). Сигнали повороту розташовані над бампером, і дублюються на кузові 4 рази (включно з головним на передку). Маршрутовказівники знаходяться над вітровим склом, вони або механічні, або електронні, електронні маршрутовказівники замовляються як додаткове обладнання. Двигун у автобуса розташований зліва, на задньому звісі. Задок у автобуса від його короткої моделі нічим не відрізняється — є показники повороту на задньому склі а також 4 фари що показують гальмування. Інша світлотехніка, така як габаритні вогні стала ще більш потужною і яскравою, відповідно збільшилася кількість самих габаритних вогнів; завдяки такій кількості габаритних вогнів автобус яскраво виглядає і добре помітний у темну пору доби. У автобуса три осі, і три двостворчасті двері поворотно-зсувного типу. Автобус або частково, або повністю низькопідлоговий: у передніх дверей немає сходинок, тоді як у задніх на причепі їх дві, модель GN повністю низькопідлогова. У стандартної моделі кузов нахилений, тому висота сходинки коливається від 34 до 55 сантиметрів залежно від місця. Настил підлоги автобуса з лінолеуму з блестками на підлозі. Поручні базової моделі «товсті», покриті чорною полімерною фарбою і зроблені з пластику, у модифікації N поручні тонші і зроблені зі сталі. У салоні приблизно однакова кількість горизонтальних і вертикальних поручнів, горизонтальні оснащені шкіряними ручками, вони розташовуються по усій довжині салону. Сидячі пасажирські місця м'які, роздільного типу, усього їх 41—57 (залежно від різновиду). З правого і лівого боку встановлюється по 4 крісла на ряд. Крісла у причепі знаходяться на помостах, з самого заду розташовано 5 крісел, у тягачі зовсім небагато стоячих місць. Гармошка автобуса зроблена із гофру, вигинається на 32 градуси, зі сталевою прошивкою сегментів зчленування. Вузол зчленування дозволяє стояти на ньому і переходити з секції у секцію. Оскільки на нерівній ділянці дороги автобус помітно «підстрибує», гармошку утримують два спеціальних вузли: один зверху, другий знизу. Підвіска автобуса має додаткові амортизатори на кожному колесі, що забезпечує плавну їзду на будь-якій ділянці траси. Сидячих місць у тягачі менше, навпроти задніх дверей тягача розташовується збірна площадка, призначена для перевезення інвалідів (проте технічно це дозволяє модифікація N). Кондиціонування у салоні відбувається через зсувні. Бокові вікна нетоновані, затемнюються лише у новіших модифікаціях даного автобуса. Система компостування квитків представлена електронними компостерами біля дверей або механічними на боковинах і поручнях. Кабіна водія відокремлена від салону перегородкою, і у цілому не відрізняється від короткої версії автобуса — кермо ZF, коробка передач чотириступінчаста, приборна панель зі склопластику, поставлене опалення Webasto. Спідометр класичний, великого розміру на 125 км/год, інші показникові прилади у оправі, меншого розміру, панель з клавішами з правого боку, з лівого встановлена система контролю за автобусом і електронна рація зв'язку. Педалі розташовані зручно для водія, педаль зчеплення може розташовуватися біля педалі акселератора і гальмування, або бути зовсім відсутною (у автобуса автоматична коробка передач, включається або важелем або кнопками). Поворотний важіль і включення фар та склоочисників об'єднані у один мультиджостик. Двигун у автобуса OM447.950 потужністю 220 кіловат, салон має високий ступінь ізоляції попри відсутність потужного глушника у вихлопної труби.
Достоїнства моделі Mercedes O 405 G
- двохсекційна конструкція, висока пасажиромісткість
- довговічність і неприхітливість моделі
- низька підлога забезпечує швидкий вхід і вихід пасажирів з/до салону
- висока шумоізоляція салону
- нові системи у керуванні, система контролю за автобусом
- можливість переходити з одної секції у іншу
- антиблокувальна система ABS і система окремого гальмування кожного колеса ASR
- об'єднання кількох важелів у мультиджойстик

## Технічні характеристики
| Модель                                                 | Mercedes Benz O405 G                                                                        |
| Призначення                                            | міський автобус, зчленований                                                                |
| Випускався                                             | 1984—2001 рр                                                                                |
| Наступник                                              | Mercedes Citaro                                                                             |
| Довжина, метри                                         | 17.5                                                                                        |
| Ширина по модлінгу, метри                              | 2.50                                                                                        |
| Висота, метри                                          | 3.08                                                                                        |
| Дорожній просвіт по довжині, мм                        | 305…335                                                                                     |
| Кузов                                                  | вагонного компонування, цілком «квадратний», тримальний, двохзвенний                        |
| Гарантійний строк роботи кузова, не менше              | 22 роки                                                                                     |
| Обшивка кузова                                         | сплав цинку (первинна), металопластик (вторинна)                                            |
| Споряджена маса, тони                                  | 17.05                                                                                       |
| Повна маса, тони                                       | 26.0                                                                                        |
| Колісна формула                                        | 6×2                                                                                         |
| Кількість осей                                         | 3                                                                                           |
| «Гормошка»                                             | гофрова з двома тримачами-приводами, зчеплення резинових сегментів зі сталі                 |
| Максимальний вигин гормошки, °                         | 32                                                                                          |
| Двері                                                  | одно і двостворчасті, поворотно-розсувного типу, 3 швтки                                    |
| Підлога                                                | наполовину або повністю низькопідлоговий, висота 36—55 сантиметрів залежно від місця виміру |
| Настил підлоги у салоні                                | лінолеум                                                                                    |
| Сидячих місць, штук                                    | 41—57                                                                                       |
| Сидіння (пасажирські)                                  | роздільного типу, м'які, з тримачаи для стоячих пасажирів                                   |
| Поручні                                                | пластикові, «товсті»                                                                        |
| Повна місткість автобуса, чол                          | 160—170                                                                                     |
| Кабіна водія                                           | коротка, може бути закритого типу                                                           |
| Специфічне обладнання салону                           | мікрофон                                                                                    |
| Рульове керування                                      | ZF Servocom                                                                                 |
| Обігрів у кабіні водія                                 | Webasto                                                                                     |
| Коробка передач                                        | 4-ступінчаста, ZF або Voith                                                                 |
| Двигун                                                 | Mercedes Benz OM447.950                                                                     |
| Потужність, кіловат                                    | 206—220                                                                                     |
| Максимальна швидкість при повному завантаженні, км/год | 80                                                                                          |
| Максимальна швидкість при порожньому салоні, км/год    | 110                                                                                         |
| Розгін 0—40 км/год (з повною масою) за, сек            | 11                                                                                          |
| Шини                                                   | 275/80R×22.5                                                                                |
| Системи автобуса                                       | ABS, ASR (додатково)                                                                        |
| Маршрутовказівники                                     | механічні, рідше електронні                                                                 |
| Ціна на автобус 1987 року випуску, Євро                | 5500                                                                                        |

## Модифікації
Mercedes-Benz O 405G випускається у кількох модифікаціях:
- Mercedes-Benz O 405 G — базовий автобус.
- Mercedes-Benz O405GN — модифікація автобуса О405G, конструктивними особливостями якої є:
- автобус повністю низькопідлоговий
- панорамне вітрове скло
- 57 сидячих місць і 113 стоячих (разом 168). У 1990-х роках випускалися колекційні мінімоделі O405G, точно відтворені розміром 31×6×8.
- Mercedes-Benz O405 GLZ (T) — зчленований тролейбус на основі базової моделі O405G.

## Фотографії

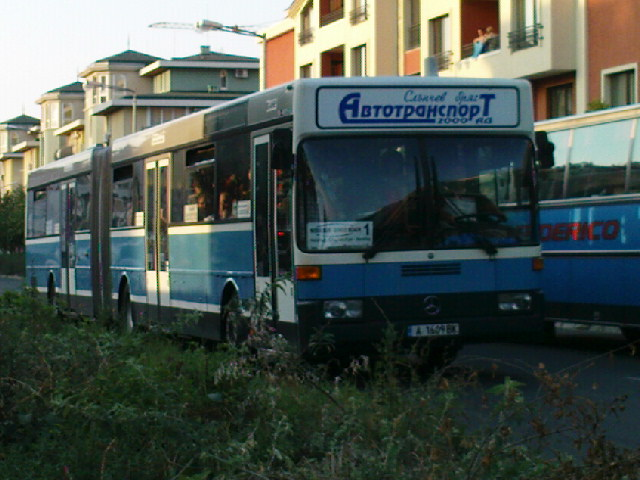
Базовий O405G
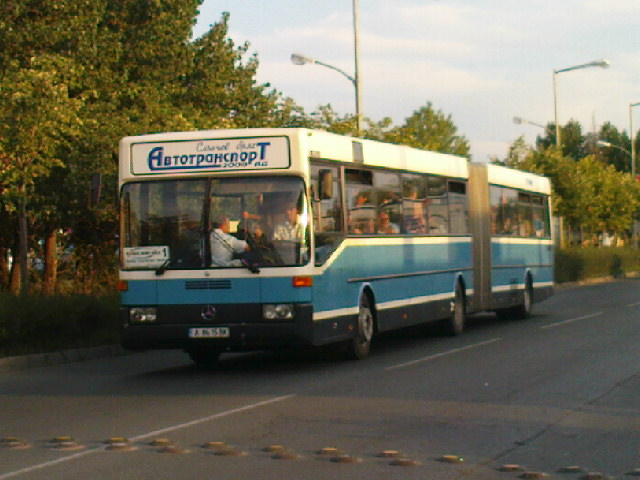
Базовий О405G
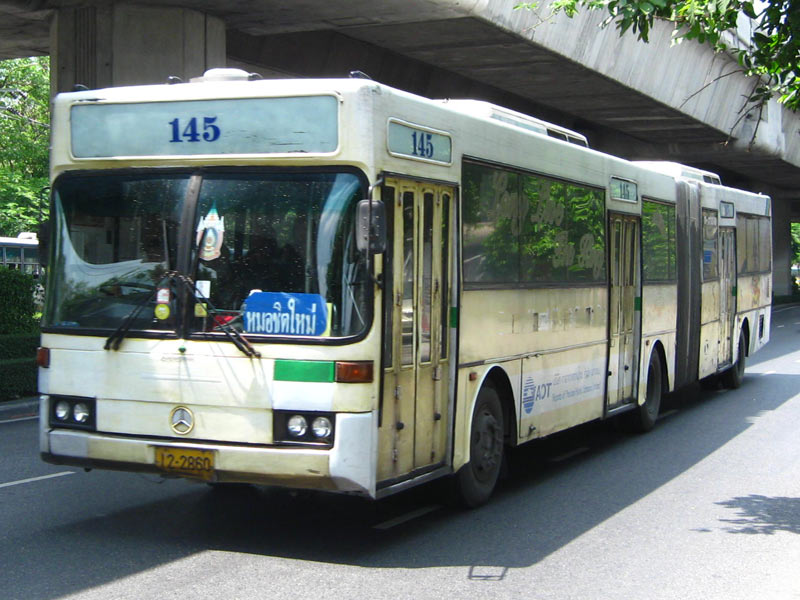
Базовий О405G
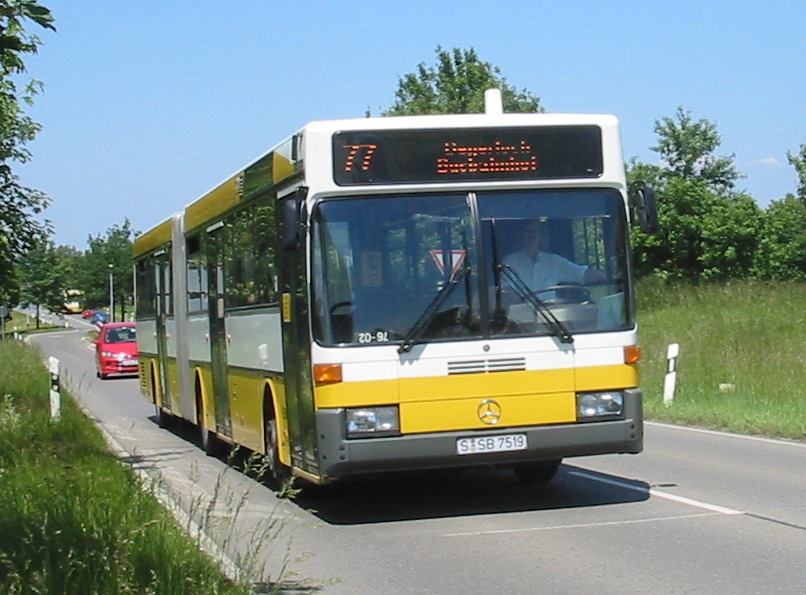
Базовий O405G
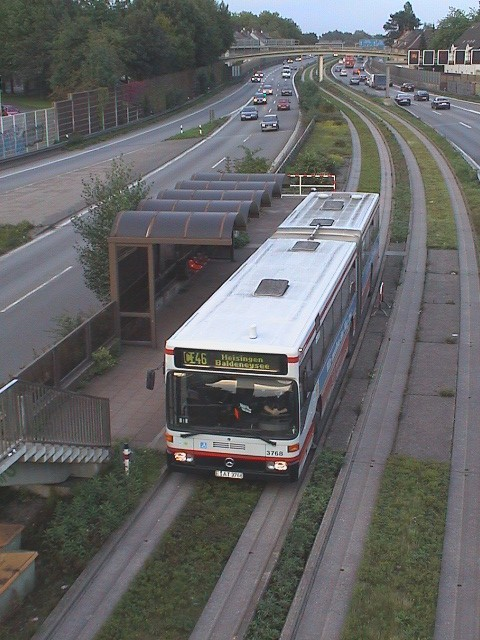
Модифікація N
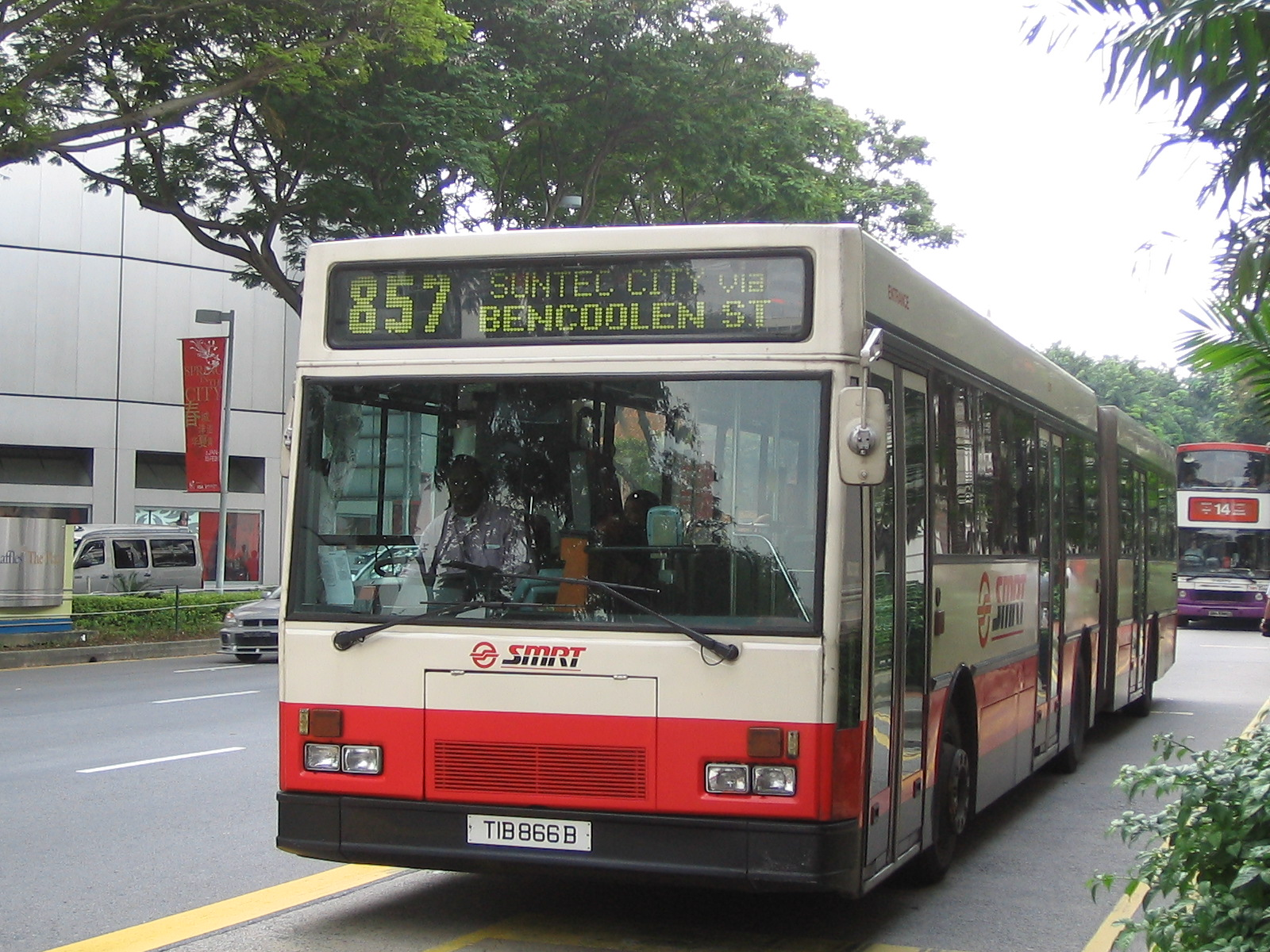
Модифікація N
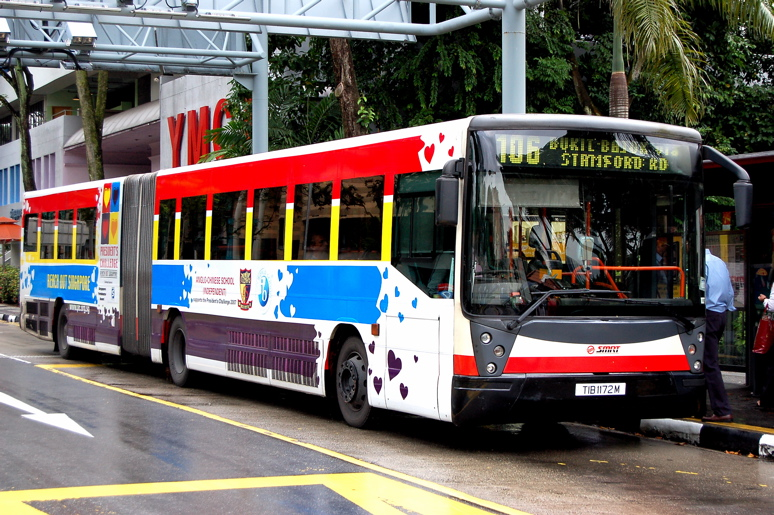
Модифікація N
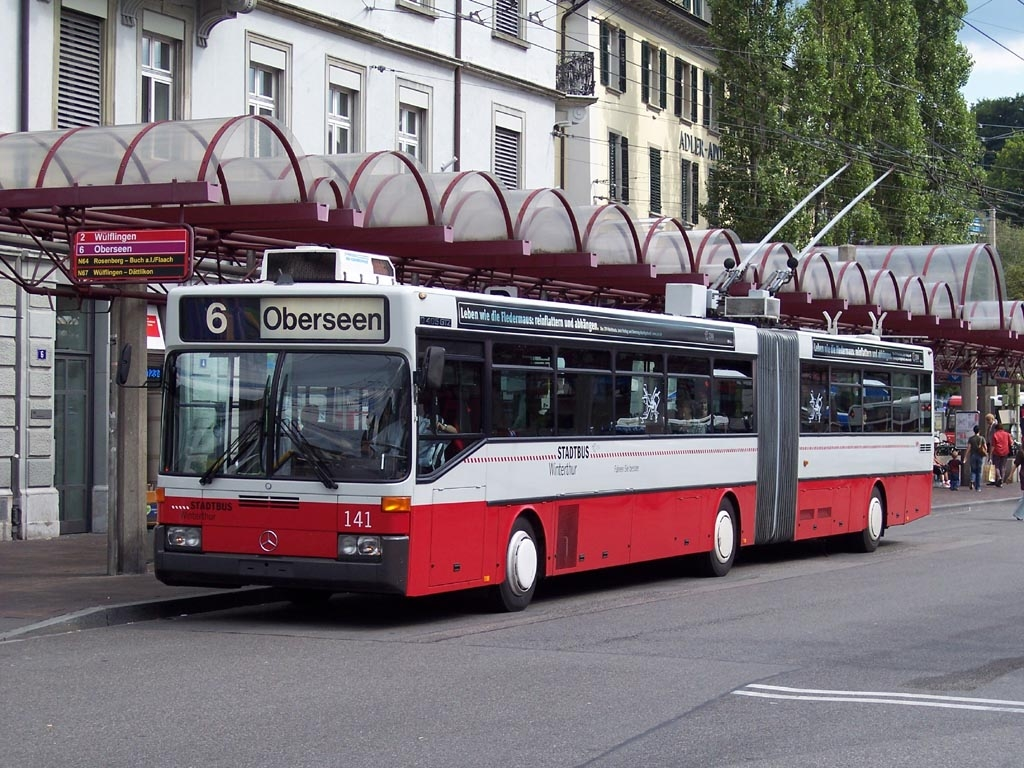
Тролейбус O405GLZ
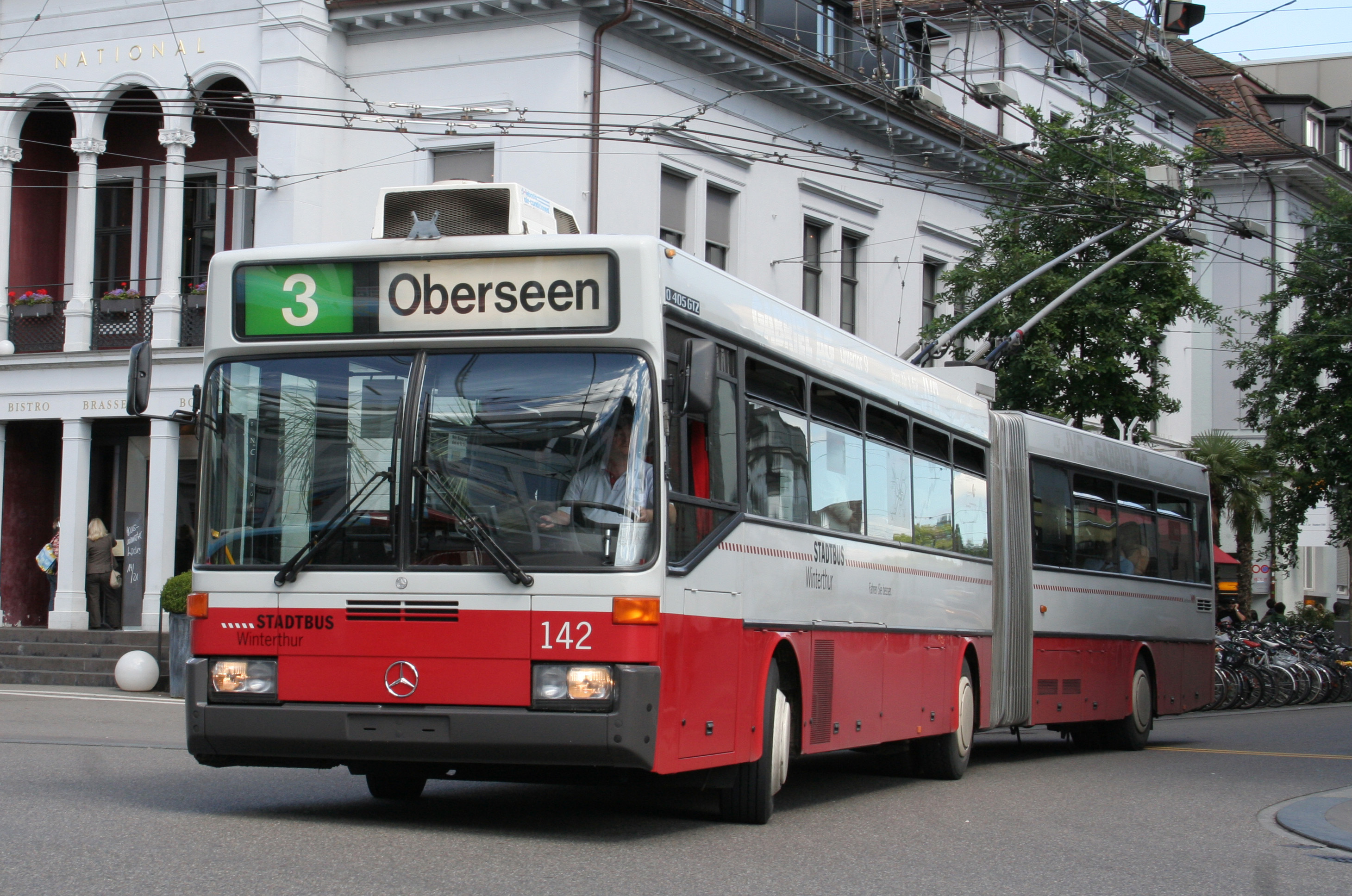
O405 GLZ на базі O 405 G